# Гайді (аніме)
Гайді (яп. アルプスの少女ハイジ, Арупусу но сьодзьо Хайдзі) — аніме-серіал, створений на студії Zuiyo Enterprises. Заснований на повісті «Гайді» швейцарської письменниці Йоганни Шпірі. Серіал транслювався українською мовою на телеканалі Малятко TV під назвою «Хайді».

## Сюжет
П'ятирічна сирітка Гайді була виховання своєю тіткою Дете, але Дете знаходить нову роботу у Франкфурті й не може взяти Гайді з собою. Вона відводить дівчину в гори, до її дідуся, старого самітника. Гайді швидко знаходить спільну мову зі своїм дідусем і заводить в горах нових друзів в особі пастушка Петера, кіз і навколишньої природи. Так проходить три щасливих роки, поки одного разу тітка Дете не повертається, щоб обманом відвезти Гайді до Франкфурта: у Франкфурті у Дете є знайомі, яким необхідна компаньйонка для Клари — дванадцятирічної дівчинки-інваліда. Гайді та Клара стають хорошими подругами, але Гайді не може впоратися з тугою за дідусем і рідним домом. Втіхою їй служить навчання грамоти, щоб, повернувшись в гори, читати книги для сліпої бабусі Петера. Здоров'я Гайді погіршується і вона починає потерпати через сновидство. Доктор переконує пана Зеземанна, батька Клари, відправити Гайді додому. Повернення внучки спонукає дідуся спуститися в село, щоб дозволити Гайді ходити в школу. Наступного року Клара приїжджає в гості до Гайді, де від свіжого повітря і козячого молока її здоров'я покращується. Дідусь Гайді починає займатися з Кларою, урешті-решт дівчинка починає ходити.